# Oral (singolo)
Oral è un singolo della cantante islandese Björk, pubblicato il 21 novembre 2023 dall'etichetta discografica One Little Independent Records.
Trattasi di un singolo di beneficenza volto a contrastare l'allevamento intensivo di salmone in Islanda, vede la partecipazione della cantante spagnola Rosalía.

## Antefatti
Sulla scia delle proteste a livello nazionale contro le attività agricole commerciali di proprietà norvegese che minacciano di distruggere gli ecosistemi nativi a Seyðisfjörður, Björk ha rivisitato Oral, una canzone composta nel 1998, e l'ha proposta a Rosalía, che aveva conosciuto attraverso el Guincho nel 2017. 
I proventi della canzone sono stati destinati agli attivisti organizzati contro l'allevamento ittico nell'Eastfjord e all'organizzazione no-profit AEGIS, fondata dopo le rivelazioni di ripetute fughe di migliaia di pesci in natura.

## Stile musicale e tematiche
(Björk intervistata su Rolling Stone)
Oral è stata scritta tra la pubblicazione dell'album Homogenic (1997) e la registrazione del successivo Vespertine (2001). Tuttavia, Björk decise di accantonarla perché a sua detta «era troppo pop e non si adattava a nessuno dei due album». La cantante era affezionata al brano e «ogni tre anni» chiedeva al suo manager di cercare la registrazione, ma ogni volta la ricerca falliva perché l'artista non riusciva a ricordare il titolo della canzone. Dopo essersi ricordata del titolo del disco perduto nel marzo del 2023, mentre si trovava in una camera d'albergo in Australia, pensando di poterlo utilizzare a favore dell'ambiente, «dove si trova il [suo] cuore», afferma, ha chiesto a Rosalía di aiutarla ad aggiornarlo per un pubblico contemporaneo, poiché voleva che «fosse in qualche modo conforme con il presente», con la produzione aggiuntiva del produttore irlandese-scozzese Sega Bodega.
Oral è stata descritta come una canzone 
ispirata alla dancehall giamaicana che parla dell'«interrogarsi sulla possibilità di rivelare i propri sentimenti a un uomo, magari passando da uno stato di sogno». Il The Guardian ha dichiarato che non si tratta della Björk più sperimentale, ma di «quanto di più tendente al pop e di zuccheroso possa esistere». Eccetto per un verso in spagnolo, il brano è completamente interpretato in lingua inglese.

## Video musicale
Il videoclip è stato diretto dalla fotografa e artista visiva Carlota Guerrero, che ha utilizzato l'intelligenza artificiale nella sua produzione. Il film vede due versioni deepfake generate dall'intelligenza artificiale degli artisti che si allenano insieme, esplorando i temi dell'ira femminile e della sindacalizzazione per affrontare un nemico più grande. Il video è stato girato presso la Granja de la Ricarda a El Prat de Llobregat, in Spagna.
All'inizio del video viene visualizzata la seguente citazione:

## Formazione
- Björk – voce, composizione, produzione
- Rosalía – voce, composizione, produzione aggiuntiva, arrangiamento vocale aggiuntivo
- Sega Bodega – produzione aggiuntiva dei beat
- Noah Goldstein – produzione aggiuntiva dei beat
- Heba Kadry – missaggio, mastering
- David Rodriguez – ingegneria del suono aggiuntivo

## Date di pubblicazione
| Paese  | Data             | Formato                      | Etichetta              | Nota   |
| ------ | ---------------- | ---------------------------- | ---------------------- | ------ |
| Mondo  | 21 novembre 2023 | Download digitale, streaming | One Little Independent | [ 17 ] |
| Italia | 21 novembre 2023 | Airplay                      | One Little Independent | [ 18 ] |